# Reattivo di Herzberg
Il reattivo di Herzberg o al cloroioduro di zinco, è un reattivo chimico utilizzato per l'identificazione ed il riconoscimento cromatico della composizione di un impasto fibroso.

## Campi di applicazione
Il reattivo di Herzberg è molto conosciuto nei settori cartario, delle paste di cellulosa e dalla stampa su carta, e spesso viene usato nelle analisi al microscopio in combinazione con altri reattivi.
Questo reattivo permette una differenziazione netta fra pastalegno, pasta chimica e stracci, attraverso una differente colorazione delle tipologie, ma non è in grado di differenziare le varie qualità all'interno di una stessa tipologia (ad esempio non distingue fra pasta chimica al solfito ad al solfato).

## Preparazione ed uso
Soluzione A): Si prepara sciogliendo 20 parti in peso di cloruro di zinco secco in 10 parti in peso di acqua distillata. La soluzione avrà densità 1,8 g/cc.
Soluzione B): Si sciolgono 5,25 g di ioduro di potassio e 0,25 g di iodio in 12,5 ml d'acqua distillata.
Si mescolano 25 ml della soluzione A) con la soluzione B) versandoli all'interno di un cilindro di vetro; si formerà un precipitato e la miscela dovrà riposare nel cilindro al riparo dalla luce dalle 12 alle 24 ore finché non si sarà completamente decantato. Quindi si preleva il liquido limpido e lo si conserva in bottiglie di vetro scuro aggiungendovi un cristallo di iodio come stabilizzante.
Il reattivo di Herzberg si usa deponendo 3-4 gocce sul campione da testare, lasciando un paio di minuti al tempo di reazione, quindi asportando buona parte del liquido in eccesso. La colorazione è generalmente stabile per un paio d'ore.

### Risultati
Si ottengono tre colorazioni fondamentali:
- rosso-porpora: indica la presenza di fibre di lino, cotone, canapa bianchita
- blu: indica la presenza di paste chimiche gregge e/o bianchite
- giallo: presenza di pastalegno, iuta e canapa greggia, in generale fibre ricche di lignina.

Le paste semichimiche tendono ad assumere una tinta giallo-verde. Miscele di materie fibrose delle tre tipologie sopradescritte daranno le relative combinazioni di colore, rendendo indispensabile l'osservazione al microscopio per la corretta identificazione.